# Любовь и дева
«Любовь и дева» (англ. Love and the Maiden) — картина английского художника-прерафаэлита Джона Стэнхоупа, написанная в 1877 году маслом на холсте (ранее ошибочно считалось, что темперой). Ныне она хранится в Музее изобразительных искусств Сан-Франциско.

## История
Джон Стэнхоуп известен как представитель «второго поколения» прерафаэлитов. Он входил в группу художников во главе с Данте Габриэлем Россетти, работавших в 1857 году над фресками в здании Дискуссионного общества Оксфордского университета. Помимо Стэнхоупа в эту группу входили Артур Хьюз, Джон Хангерфорд Поллен, Валентин Принсеп, Эдвард Бёрн-Джонс и Уильям Моррис. Он был одним из основателей Хогартского клуба, который был призван продолжить дело Братства прерафаэлитов.
«Любовь и дева» считается одной из лучших работ Стэнхоупа и отображает два совершенно разных этапа в его творчестве. Он начинал как страстный прерафаэлит, но в 1860-х годах сильно увлёкся эстетизмом. «Любовь и дева» в 1877 году выставлялась в галерее Гровенор, самой известной площадкой эстетистов, что свидетельствует о приверженности Стэнхоупа их движению. В то же время сходство «Любви и девы» с работами Эдварда Бёрн-Джонса и Данте Габриэля Россетти (так группа танцующих на фоне женщин схожа с аналогичной на картине Россетти 1871—1872 годов «Беседка на лугу») выдаёт прерафаэлитское прошлое в творчестве Стэнхоупа.
Во время своего пребывания в Оксфорде в 1857 году Стэнхоуп писал, что большую часть своего времени там писал вместе с Бёрн-Джонсом. Возможно, по этой причине в его работах можно обнаружить сильное влияние Бёрн-Джонса, хотя можно утверждать и обратное, что это Бёрн-Джонс черпал идеи для своих работ из творчества Стэнхоупа. Андрогинное телосложение, драпировки в греческом стиле и выражения лиц в «Любви и Деве» также являются традиционными отличительными чертами произведений Бёрн-Джонса. В то же время сходство лиц на их картинах можно объяснить использованием художниками одних и тех же натурщиков и натурщиц.